# Dolus-d'Oléron
Dolus-d'Oléron är en kommun i departementet Charente-Maritime i regionen Nouvelle-Aquitaine i sydvästra Frankrike. Kommunen ligger i kantonen Île d'Oléron som ligger i arrondissementet Rochefort. År 2022 hade Dolus-d'Oléron 3 187 invånare.

## Befolkningsutveckling
| Befolkningsutvecklingen i Dolus-d'Oléron 1968–2021 | Befolkningsutvecklingen i Dolus-d'Oléron 1968–2021 | Befolkningsutvecklingen i Dolus-d'Oléron 1968–2021 | Befolkningsutvecklingen i Dolus-d'Oléron 1968–2021 | Befolkningsutvecklingen i Dolus-d'Oléron 1968–2021 |
| -------------------------------------------------- | -------------------------------------------------- | -------------------------------------------------- | -------------------------------------------------- | -------------------------------------------------- |
|                                                    |                                                    |                                                    |                                                    |                                                    |
| År                                                 |                                                    |                                                    | Folkmängd                                          |                                                    |
| 1968                                               | 1968                                               |                                                    | 1 786                                              |                                                    |
| 1975                                               | 1975                                               |                                                    | 2 006                                              |                                                    |
| 1982                                               | 1982                                               |                                                    | 2 145                                              |                                                    |
| 1990                                               | 1990                                               |                                                    | 2 440                                              |                                                    |
| 1999                                               | 1999                                               |                                                    | 2 723                                              |                                                    |
| 2007                                               | 2007                                               |                                                    | 3 156                                              |                                                    |
| 2015                                               | 2015                                               |                                                    | 3 264                                              |                                                    |
| 2021                                               | 2021                                               |                                                    | 3 155                                              |                                                    |

## Bildgalleri

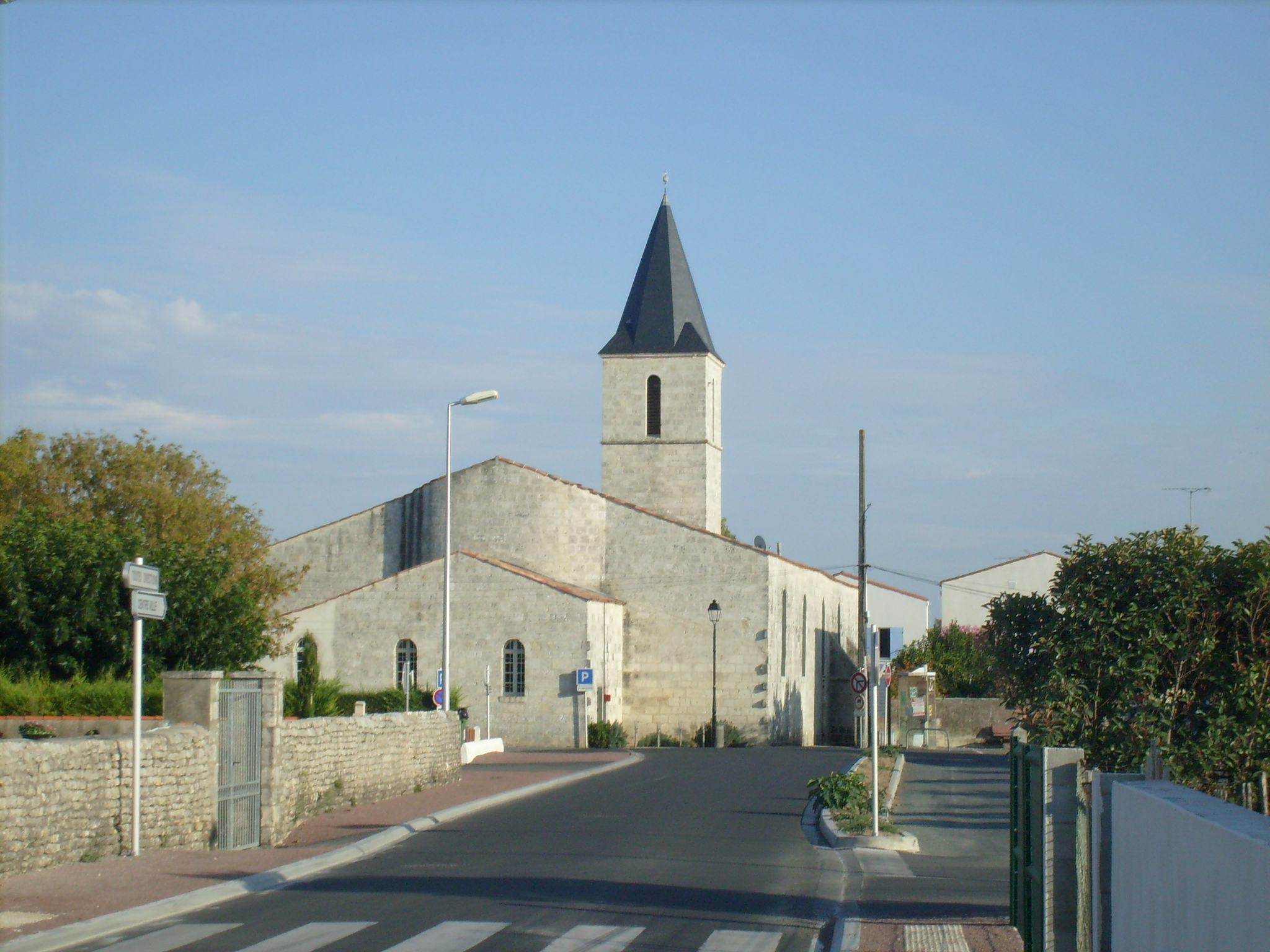
L'église Saint-André
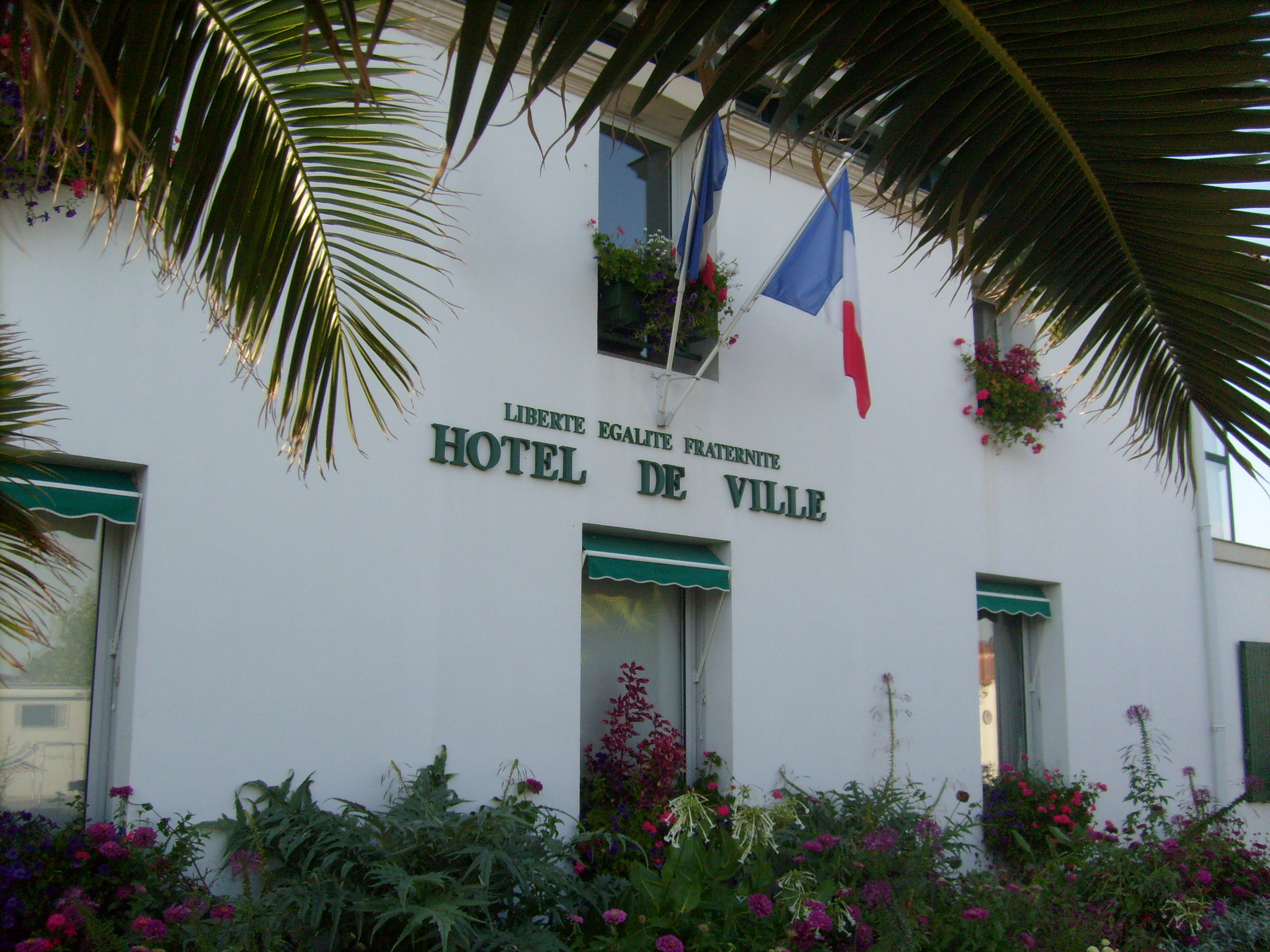
Kommunhuset
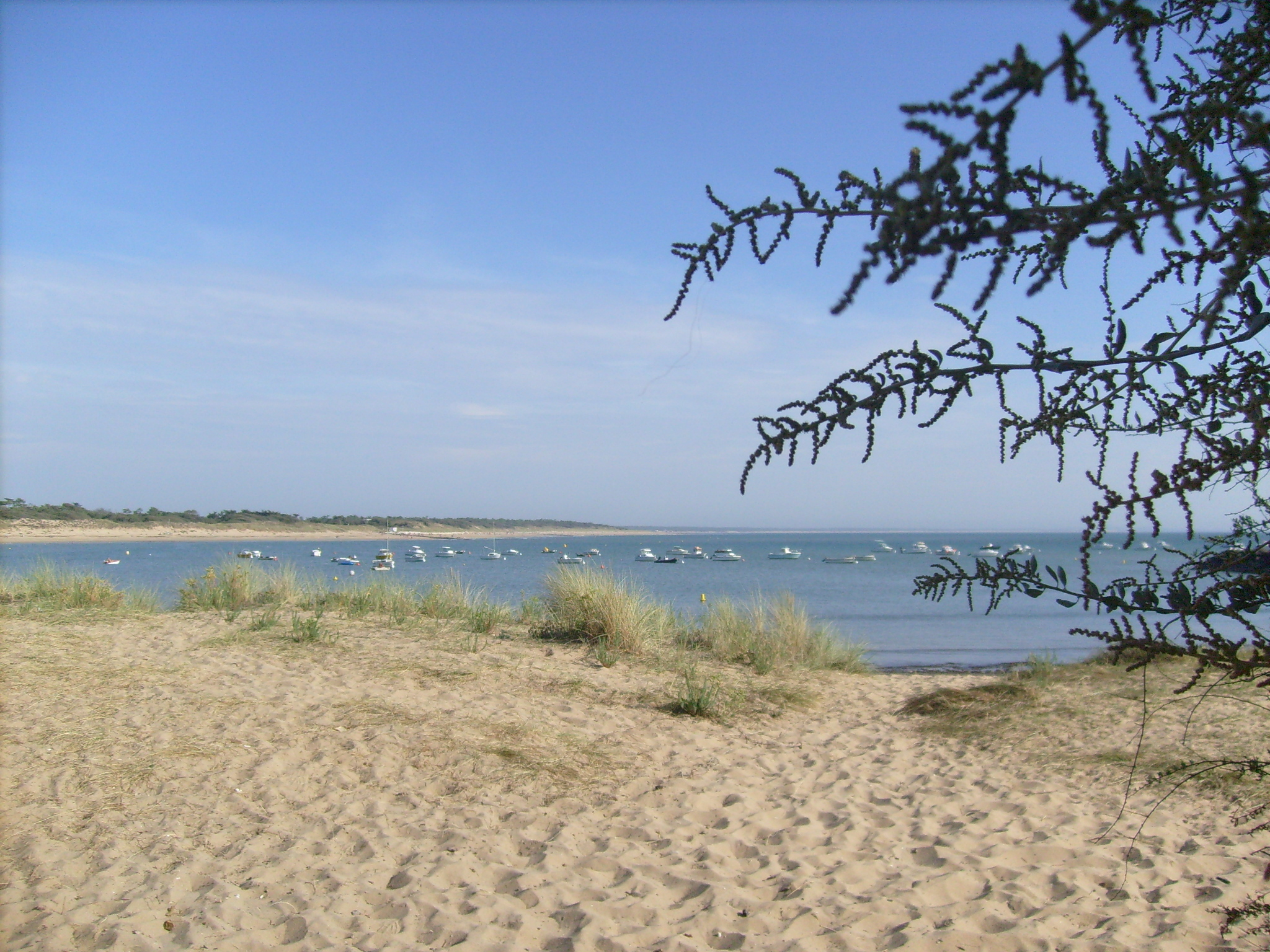
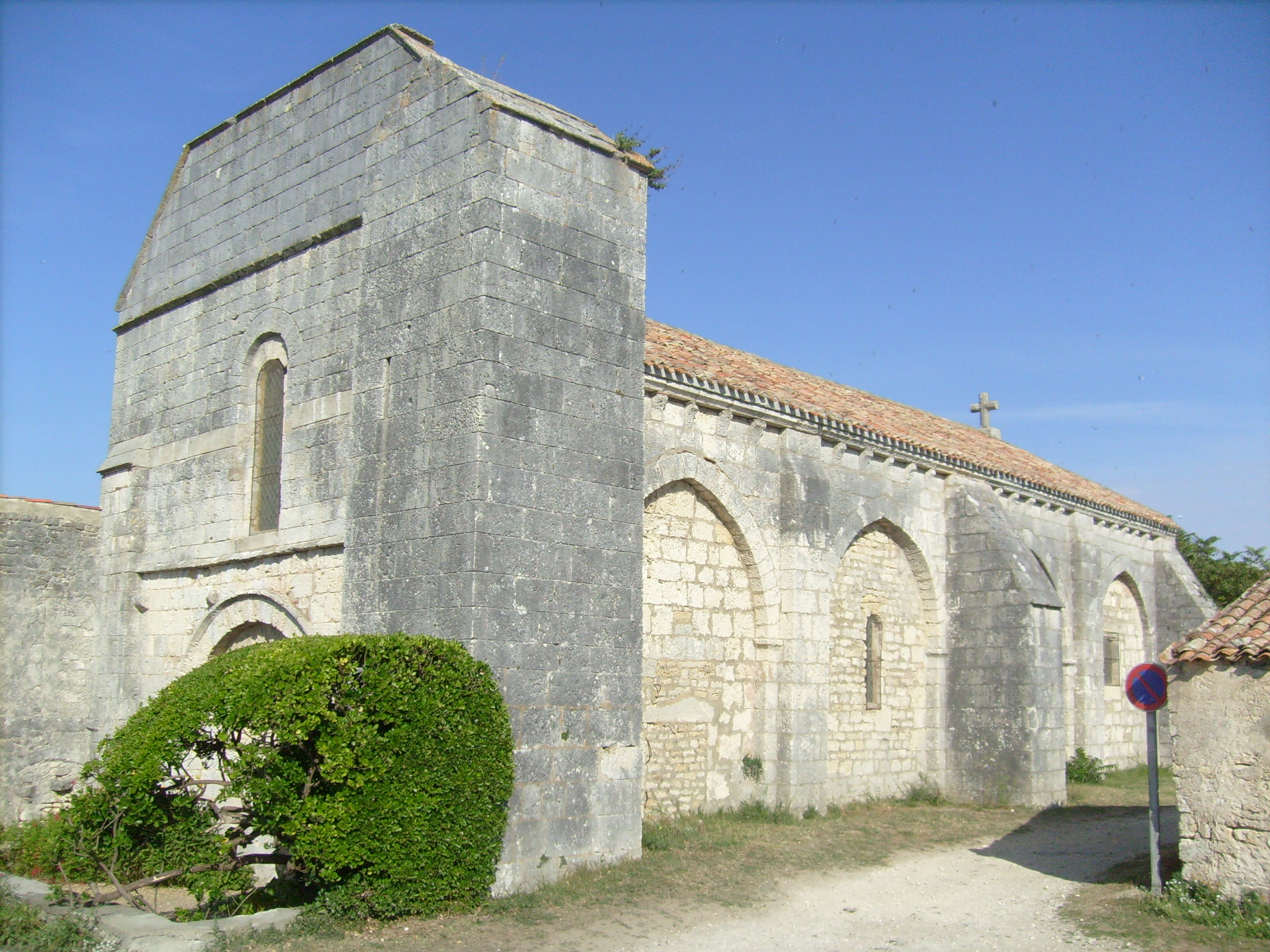
L'église Saint-Médard